# Pseudobaculites
Pseudobaculites es un género de foraminífero bentónico considerado un sinónimo posterior de Everticyclammina de la familia Everticyclamminidae, de la superfamilia Loftusioidea, del suborden Loftusiina y del orden Loftusiida. Su especie tipo era Pseudocyclammina virguliana. Su rango cronoestratigráfico abarcaba desde el Jurásico hasta el Cretácico.

## Discusión
Clasificaciones previas incluían Pseudobaculites en la subfamilia Buccicrenatinae de la familia (Cyclamminidae de la superfamilia Loftusioidea , así como en el suborden Textulariina del orden Textulariida o en el orden Lituolida.

## Clasificación
Pseudobaculites incluía a las siguientes especies:
- Pseudobaculites nodosus †
- Pseudobaculites virguliana †, aceptada como Everticyclammina virguliana
- Pseudobaculites wyomingensis †